# Pictured Life (album)
Pictured Life  è una compilation della band Hard rock/Heavy metal tedesca Scorpions.
Siamo di fronte all'ennesima raccolta contenente esclusivamente brani tratti dagli album degli anni '70 di cui conservava i diritti la casa discografica RCA Records, diritti che dopo il suo fallimento sono stati rilevati dalla BMG.
L'album racchiude i brani che vanno da Fly to the Rainbow del 1974 a Virgin Killer del 1976.

## Tracce
1. In Trance - 4:43
2. Pictured Life - 3:23
3. Speedy's Coming - 3:35
4. In Your Park - 3:39
5. Life's Like a River - 3:50
6. Backstage Queen - 3:12
7. Drifting Sun - 7:41
8. Living and Dying - 3:20
9. Virgin Killer - 3:43
10. Top of the Bill - 3:24
11. Far Away - 5:38
12. Fly People Fly - 5:03
13. Sun in My Hands - 4:21
14. Catch Your Train - 3:35
15. Crying Days - 4:38
16. Yellow Raven - 5:01